# Vejle Stadion
Vejle Stadion – stadion piłkarski, położony w mieście Vejle, Dania. 
Swoje mecze na tym obiekcie rozgrywa zespół piłkarski Vejle BK. Jego pojemność wynosi 15 000 miejsc.
Rekordową frekwencję, wynoszącą 25 000 osób, odnotowano w 1960 roku podczas meczu ligowego pomiędzy Vejle BK a AGF.